# Astonishing Panorama of the Endtimes
Astonishing Panorama of the Endtimes – utwór grupy Marilyn Manson, jedyny wydany jako singel element ścieżki dźwiękowej do satyrycznego programu telewizyjnego MTV Zapasy na śmierć i życie (Celebrity Deathmatch). W roku 2001 był nominowany do nagrody Grammy w kategorii Best Metal Performance.

## Lista utworów
1. "Astonishing Panorama of the Endtimes" ("Kill Your God", Clean Edit) – 3:31
2. "Astonishing Panorama of the Endtimes" (wersja oryginalna) – 3:59